# Pozďátky

Stará pečeť obce Pozďátky

Pozďátky (nářečně Pozďátka) jsou vesnice, místní část obce Slaviček. Rozkládají se asi 3,6 km na jihovýchod od Třebíče. První písemná zmínka o nich pochází z roku 1101 a souvisí se založením benediktinského kláštera v Třebíči. Po přechodnou dobu se staly rekreačním místem díky své osadě Dobré Vodě, v nichž bývaly sirnaté lázně. V polovině 90. let 20. století pak byla v katastrálním území Pozďátek vybudována skládka Pozďátky. Ve vesnici žije 70 obyvatel.
Na návsi byla roku 2003 vysvěcena odpočívka se zvonicí sv. Kryštofa. Každoročně se na tomto místě 25. července koná poutní mše svatá.
Při příležitosti setkání rodáků v roce 2018 proběhla ve vsi výsadba lípy a umístění pamětní desky připomínající 30. výročí spojení Slaviček, Pozďátek, Dobré Vody a Okrašovic do jedné obce.

## Geografická charakteristika
Vesnice Pozďátky leží takřka ve středu svého katastrálního území. Na severu a západě sousedí s územím Kožichovic, na východě se Střížovem a na jihu s Okrašovicemi. Nadmořská výška zastavěného území obce se pohybuje mezi 460 a 480 m n. m. Samo katastrální území dosahuje nejnižší nadmořské výšky v údolí potoka Markovky, tj. od 420 m n. m. u hranic s Kožichovicemi k necelým 390 m n. m. při ústí Markovky do řeky Jihlavy. Až k ní k severovýchodu zabíhá katastrální území Pozďátek v trati Příšpy, ze severu a jihu vymezené údolím potoků Markovky a Střížovského. Naopak nejvýše katastrální území Pozďátek sahá na jihozápadě v trati Na močidlech, nedaleko areálu skládky Pozďátky (496 m n. m.). K západu se terén opět snižuje do údolí potůčku Prašince.
Pozďátky jsou na silniční síť napojeny silnicí III/35118. Ta se na jihu u Okrašovic napojuje na silnici II/351. Silnice III/35118 dál běží na severovýchod k vladislavské pile, takřka až k silnici I/23. S Dobrou Vodou spojuje Pozďátky silnice č. III/35119.

## Název
Jméno Pozďátky je zdrobnělina staršího Pozdětice, jehož výchozí tvar Pozďatici (doložený z druhé poloviny 12. století) byl odvozen od osobního jména Pozďata (což byla domácká podoba jména Pozděrad) a označoval obyvatele vsi ("Pozďatovi lidé").

## Historie
Pozďátky náležely mezi první statky benediktinského kláštera v Třebíči. K roku 1678 se v Pozďátkách uvádí uvádí 10 půlláníků a 3 chalupníci, k roku 1755 9 celoláníků a 3 chalupníci, k roku 1840 9 celoláníků, 2 chalupníci a 12 domkářů.
Pozďátky bývaly obcí Střížova. V roce 1961 a následujících jsou uváděny jako část Slaviček.
| Rok            | 1869 | 1880 | 1890 | 1900 | 1910 | 1921 | 1930 | 1950 | 1961 | 1970 | 1980 | 1991 | 2001 |
| -------------- | ---- | ---- | ---- | ---- | ---- | ---- | ---- | ---- | ---- | ---- | ---- | ---- | ---- |
| Počet obyvatel | 164  | 148  | 145  | 155  | 167  | 180  | 174  | 149  | 155  | 116  | 83   | 63   | 52   |